# Lista de eventos de videogames
Esta é uma lista de eventos de videogames que acontecem no mundo todo. A lista é dividida por localização e cada evento de games inclui sua respectiva data de realização. As datas listadas são períodos aproximados ou comumente utilizadas por cada evento.

## América Latina

### Brasil
- Brasil Game Show – São Paulo em Outubro[1]
- Gamercom - Florianópolis em Julho[2]

### Chile
- Festigame – Santiago, em Agosto

### Argentina
- EVA – Buenos Aires, em Novembro

### México
- EGS – Cidade do México, em Maio

## Europa

### Dinamarca
- Fastaval – Acontece durante a Páscoa
- Nordic Game Jam - Copenhague em Janeiro/Fevereio.

### Finlândia
- JunaCon – Acontece no final do inverno ou início da primavera
- Ropecon – Acontece no final de julho ou início de agosto

### França
- Festival Ludique International de Parthenay (FLIP) – Parthenay, em Julho
- Paris Games Week (PGW) - Paris, em November

### Alemanha
- Gamescom - Köln em Agosto
- Spiel | Internationale Spieltage – Essen em Outubro
- Nuremberg International Toy Fair – Nuremberg em Fevereiro

### Itália
- Lucca Comics & Games - Lucca em Novembro
- PLAY: The Games Festival - Modena em Abril

### Irlanda
- Games Fleadh - LIT Tipperary, em Março
- Itzacon Eire – National University of Ireland, Galway - em Março
- Warpcon – University College Cork - em Janeiro

### Noruega
- The Gathering (computer party) - Hamar, durante a Páscoa

### Polônia
- Polcon - em Agosto
- Pyrkon - Poznań em Março

### Portugal
- FIL: Lisboa Games Week - em Novembro
- Altice Arena: Moche XL Games World - em Novembro

### Russia
- IgroMir - Moscow em Setembro
- Russian Game Developers Conference
- Comic-Con Russia

### Suécia
- DreamHack – em Junho e Novembro
- GothCon – em Julho

### Reino Unido
- EGX (expo) – Birmingham, Londres | Inglaterra - em Setembro
- Game Expo East Kent|GEEK - Inglaterra, em Fevereiro
- Multiplay's Insomnia Gaming Festival - Inglaterra
- UK Games Expo - em Maio/Junho.

## América do Norte

### Canadá
- CanGames –
- FallCon – em Outubro (BoardGAME e não vídeo Game)
- GottaCon
- Hal-Con – em Novembro
- Pure Speculation – em Novembro
- VCON - em Outubro

### Estados Unidos da América

#### Nordeste
Connecticut, New Hampshire, Maine, Massachusetts, Rhode Island e Vermont
- Arisia - Boston, Massachusetts em Janeiro
- Carnagecon - Killington, Vermont em Novembro
- ConnectiCon - Hartford, Connecticut em Julho
- FlightSimCon - New England Air Museum, Windsor Locks, Connecticut em Junho.
- Intercon – Chelmsford, Massachusetts em Março
- Penny Arcade Expo (PAX) - Boston, Massachusetts em Março
- PortConMaine - Portland, Maine em Junho
- Vericon – Cambridge, Massachusetts em Março

##### Atlântico Médio
Nova Jersey, Nova Iorque e Pensilvânia
- DexCon – Morristown, Nova Jersey em Julho
- Fall In! – Adams County, Pensilvânia em Novembro
- Genericon - Troy, Nova Iorque em Fevereiro/Março
- I-CON – Long Island, Nova Iorque em Março/Abril
- IndieCade East – Nova Iorque em Fevereiro
- Lunacon - Ryebrook, Nova Iorque em Março
- PrinceCon – Princeton, Nova Jersey
- TooManyGames – Oaks, Pensilvânia
- World Boardgaming Championships – Lancaster, Pensilvânia em Agosto

#### Centro Oeste
Illinois, Indiana, Ohio, Michigan e Wisconsin
- Archon - Collinsville, Illinois em Outubro
- ConCoction – Cleveland, Ohio em Março
- Gen Con - Indianapolis, Indiana em Julho/Agosto
- Gary Con - Lake Geneva, Wisconsin em Março
- Marcon – Columbus, Ohio no Dia das Mães
- Marmalade Dog – Kalamazoo, Michigan no primeiro trimestre do ano
- Midwest Gaming Classic – Brookfield, Wisconsin em Abril
- Origins Game Fair – Columbus, Ohio em Junho
- Penguicon – Troy, Michigan em Abril
- U-Con – Ann Arbor, Michigan em Novembro
- Winter Fantasy – Fort Wayne, Indiana em Janeiro

##### Noroeste Central
Iowa, Kansas, Minnesota, Missouri, Nebraska, Dakota do Norte e Dakota do Sul
- DemiCon – Des Moines, Iowa, no primeiro feriado de Maio
- Gamicon – Iowa City, Iowa, em Fevereiro

#### Sul

##### Atlântico Sul
Delaware, District of Columbia, Florida, Georgia, Maryland, North Carolina, South Carolina, Virginia e West Virginia
- Dragon Con – Atlanta, Georgia
- Historicon – Fredericksburg, Virginia em Julho
- MACE – Charlotte, Carolina do Norte em Novembro
- MegaCon – Orlando, Florida, em Maio
- MAGFest – National Harbor, Maryland em Fevereiro
- MineCon - Orlando, Florida no 2º feriado de Novembro
- MomoCon – Atlanta, Georgia em Maio
- PrezCon - Charlottesville, Virginia
- RavenCon - Richmond, Virginia em Abril
- Stellarcon – High Point, Carolina do Norte em Março

##### Sudeste Central
Alabama, Kentucky, Mississippi e Tennessee
- Lexicon Gaming Convention - Lexington, KY em Abril
- ChargerCon - University of Alabama in Huntsville na Primavera
- Chattacon - Chattanooga, Tennessee em Janeiro
- CoastCon - Biloxi, Mississippi em Março
- Games Workshop Games Day - Memphis, Tennessee
- Hypericon – Nashville, Tennessee
- Yama-Con - Pigeon Forge, Tennessee iem Dezembro
- MidSouthCon – Memphis, Tennessee em Março
- MOBICON – Mobile, Alabama em Maio

##### Sudoeste Central
Arkansas, Louisiana, Oklahoma e Texas
- Penny Arcade Expo (PAX) South – San Antonio, Texas em Janeiro
- BGG.CON - Irving, Texas em Novembro
- Comicpalooza - Houston, Texas em Maio
- QuakeCon - Dallas, Texas em Agosto
- RTX - Austin, Texas em Julho
- SGC - Dallas, Texas em Junho/Julho

#### Oeste
Arizona, Colorado, Idaho, Montana, Nevada, New México, Utah e Wyoming
- CONduit - Salt Lake City, Utah em Maio
- Denver Comic Con - Denver, Colorado em Junho
- Phoenix Comicon - Phoenix, Arizona em Maio

##### Pacífico
Alaska, California, Hawaii, Oregon e Washington
- BlizzCon – Anaheim, Califórnia no Outono
- Dragonflight - Seattle, Washington em Agosto
- DunDraCon – San Ramon, Califórnia em Fevereiro
- Electronic Entertainment Expo (E3) – Los Angeles, Califórnia em Junho[3]
- Game Developers Conference – São Francisco, Califórnia em Março
- GameStorm – Portland, Oregon em Março
- Gamex – Los Angeles, Califórnia em Maio
- Gateway – Los Angeles, Califórnia em Agosto/Setembro
- GaymerX - São Francisco, Califórnia
- IndieCade Festival - Los Angeles, Califórnia em Outubro
- Northwest Pinball and Arcade Show – Seattle, Washington em Junho
- Norwescon - Seattle, Washington em Março/Abril
- OrcCon – Los Angeles, California em Fevereiro
- OryCon - Portland, Oregon em Novembro
- Penny Arcade Expo (PAX) Prime – Seattle, Washington em Agosto
- RadCon - Pasco, Washington em Fevereiro
- SpoCon - Spokane, Washington em Agosto

## Ásia-Pacífico

### Austrália
- Arcanacon – Melbourne em Janeiro
- AVCon – Adelaide em Julho
- EB Games Expo - Sydney Olympic Park
- Melbourne International Games Week - Melbourne - 31 de Outubro - 06 Novembro
- Penny Arcade Expo (PAX) Austrália - Melbourne Convention and Exhibition Centre em Novembro
- RTX Australia - International Convention Center em Jan/Fev
- Supanova Pop Culture Expo - várias datas

### Barém
- NINXA SaikoroWars (Paddock Halls, Circuito Internacional do Barém)

### China
- China Digital Entertainment Expo & Conference | ChinaJoy – Xangai em Julho

### Iraque
- Ziggurat Con – Tallil Airbase.

### Japão
- Tokyo Game Show – Tokyo em Setembro

### Nova Zelândia
- Armageddon - Auckland, Wellington, Hamilton & Christchurch
- Chimera - em Novembro
- KapCon – Wellington - em Janeiro

### Filipinas
- Philippine Game Festival – Manila em Outubro

### Arábia Saudita
- Gamers day – Riyadh - Setembro

### Coréia do Sul
- G-Star – em Novembro

## Múltiplos locais
- Knutepunkt
- MineCon
- Penny Arcade Expo

## Eventos extintos ou em hiato
Estes são eventos realizados pelo menos uma vez, mas que devido a inatividade por mais de um ano estão considerados extintos ou em pausa.
Extintos e em Hiato:
- E For All – Los Angeles, California
- Trinoc*coN – Raleigh, Carolina do Norte
- Games Convention Online - Alemanha
- Gameway - Santa Catarina, Brasil
- Campinas Game Show - Campinas, Brasil
- Rio Game Show - Rio de Janeiro, Brasil
- Batalha dos Games - São Paulo, Brasil